# Ayakha Melithafa
Ayakha Melithafa (2002) is een Zuid-Afrikaans klimaatactiviste.

## Biografie
Ayakha Melithafa woont in Eersterivier aan de rand van Kaapstad in de provincie West-Kaap in Zuid-Afrika. Tussen 2017 en 2018 kende deze streek een periode van ongekend en ernstig watertekort, verergerd door de sinds 2015 dalende damniveaus en de zeer beperkte regenval. Deze veranderingen om haar heen zorgden er voor dat Melithafa een toegewijde klimaatactivist werd in haar gemeenschap.

## Activisme
Melithafa werd deelnemer aan het Project 90 by 2030 en werd lid als wervingsfunctionaris voor de African Climate Alliance. De eerste schoolstakingen voor het klimaat in Zuid-Afrika begonnen in maart 2019. De klimaatcrisis wordt aanzien als een gevecht tegen een nieuwe Apartheid. Tijdens de Global Climate Strike gingen op 20 september 2019 klimaatbetogingen door op 18 plaatsen in Zuid-Afrika, een organisatie van African Climate Alliance in samenwerking met onder andere Earthlife Africa, 350Africa.org, de South African Food Sovereignty Campaign, de Co-operative and Policy Alternative Center en Greenpeace, met ondersteuning van de South African Federation of Trade Unions.
Tijdens de 2019 UN Climate Action Summit, op 23 september 2019 diende Melithafa samen met vijftien andere jongeren, waaronder Greta Thunberg, een klacht in bij het Comité voor de Rechten van het Kind van de Verenigde Naties en beschuldigde Argentinië, Brazilië, Duitsland, Frankrijk en Turkije het Verdrag inzake de rechten van het kind te schenden door de klimaatcrisis niet adequaat aan te pakken.
Tijdens een interview met de Daily Maverick zie Melithafa:
"We do need more people of colour in the fight against climate change"— Daily Maverick, 26 september 2019
Melithafa was in november 2021 in Glasgow, Schotland, aanwezig op de COP26 namens de Zuid-Afrikaanse Presidential Climate Commission die de burgerbevolking en de jeugd vertegenwoordigt.